# Mario Hoops 3-on-3
Mario Hoops-3-on-3, conhecido na Europa como Mario Slam Basketball e no Japão como Mario Basketball 3on3 é um jogo eletrônico produzido pela Square Enix para o Nintendo DS e lançado em 2006. O  objetivo principal é fazer pontos numa partida de basquete.O Jogo contém personagens da série Final Fantasy,com White Mage,Black  Mage e Ninja.